# Calypogeiaceae
Calypogeiaceae, porodica jetrenjarki u redu Jungermanniales. Postoji nekoliko rodova.

## Rodovi
1. genus: Calypogeia Raddi
2. genus: Cincinnulus Dumort.
3. genus: Eocalypogeia (R.M. Schust.) R.M. Schust.
4. genus: Kantius Gray
5. genus: Metacalypogeia (S. Hatt.) Inoue
6. genus: Mizutania Furuki & Z. Iwats.
7. genus: Mnioloma Herzog